# Accords de Skhirat
Pour les articles homonymes, voir Skhirat (homonymie).
Les accords de Skhirat (en arabe : اتفاق الصخيرات) sont des accords de paix concernant la Libye. Ces accords ont été signés le 17 décembre 2015 entre les représentants du Congrès général national et ceux de la Chambre des représentants dans la ville marocaine de Skhirat.
Ils prévoient la formation d'un gouvernement annoncé le 19 janvier 2016 et composé de trente-deux membres. Il est dirigé par Fayez el-Sarraj, également président du Conseil présidentiel. L'accord prévoit également la mise en place d'un Conseil présidentiel et d'un Haut Conseil d'État.
Le 25 janvier 2016, la Chambre des représentants refuse d'accorder sa confiance au nouveau gouvernement. El-Sarraj présente par conséquent sa démission ainsi que celle de son gouvernement. Le lendemain 26 janvier, il annonce la formation d'un nouveau gouvernement dans les dix jours.
Le 14 février 2016, un nouveau gouvernement de dix-huit membres est proposé.
Le 12 mars 2016, Fayez el-Sarraj prend ses fonctions. Le gouvernement a été investi sans vote de confiance, qui n'a pu avoir lieu, cependant ce gouvernement justifie sa légitimité par une pétition signée par la majorité des membres de la Chambre des représentants et il est soutenu par la France, les États-Unis, l'Allemagne, l'Italie et le Royaume-Uni.
Le gouvernement formé est actuellement basé à Tunis[réf. nécessaire]. L'objectif à moyen terme est d'installer le gouvernement à Tripoli.
Le 17 mars 2016, le gouvernement de Tripoli rejette la déclaration d'entrée en fonction du gouvernement d'union.